# 石川ミリオンスターズの選手一覧
石川ミリオンスターズの選手一覧（いしかわミリオンスターズのせんしゅいちらん）は、日本海リーグの石川ミリオンスターズ（2021年まではベースボール・チャレンジ・リーグ、2022年は日本海オセアンリーグにそれぞれ加盟）に所属する選手、およびかつて所属していた主な選手の一覧である。便宜上「保有選手」については本来の守備位置内に記載する。

## 首脳陣
| 背番号 | 名前       | 役職               | 備考                   |
| ------ | ---------- | ------------------ | ---------------------- |
| 77     | 岡崎太一   | 監督               | 阪神タイガースより派遣 |
| 70     | 片田敬太郎 | 総合コーチ         |                        |
| 78     | 桒原凌     | 野手コーチ         |                        |
|        | 藤村捷人   | トレーニングコーチ |                        |

## 所属選手

### 投手
| 背番号 | 選手名     | 投 | 打 | 備考                                       |
| ------ | ---------- | -- | -- | ------------------------------------------ |
| 11     | 浜新之介   | 右 | 右 | 2025年度新入団                             |
| 13     | 村井拓海   | 右 | 右 |                                            |
| 14     | 黒野颯太   | 右 | 右 |                                            |
| 15     | 藤井大智   | 右 | 右 | 2025年度新入団                             |
| 17     | 高瀬昌太郎 | 右 | 右 | 2025年度新入団                             |
| 19     | 北浦遼那   | 右 | 右 | 背番号26から変更                           |
| 20     | 東野魁仁   | 右 | 右 | 2025年度新入団                             |
| 21     | 水野優     | 左 | 左 | 2025年度新入団                             |
| 23     | 是澤太陽   | 右 | 右 | 2025年度新入団 7月6日までKDL・和歌山に派遣 |
| 26     | 石川創大   | 右 | 右 | 背番号20から変更                           |
| 28     | 土田励     | 左 | 左 |                                            |
| 29     | 山市暖乃心 | 右 | 右 |                                            |
| 30     | 小山大和   | 右 | 右 | 2025年度新入団                             |
| 41     | 森林秀匡   | 右 | 右 |                                            |
| 99     | 髙林翔     | 右 | 右 | 2025年度新入団                             |

### 捕手
| 背番号 | 選手名     | 投 | 打 | 備考           |
| ------ | ---------- | -- | -- | -------------- |
| 2      | 森本耕志郎 | 右 | 右 | キャプテン     |
| 22     | 長谷川拓耶 | 右 | 右 | 2025年度新入団 |

### 内野手
| 背番号 | 選手名     | 投 | 打 | 備考                        |
| ------ | ---------- | -- | -- | --------------------------- |
| 1      | 三谷秀大朗 | 右 | 右 | 2025年度新入団              |
| 4      | 東晴登     | 右 | 左 |                             |
| 5      | 上麗也     | 右 | 右 | 2025年度新入団              |
| 6      | 鈴木隆世   | 右 | 両 | 2025年度新入団              |
| 7      | 倉知由幸   | 右 | 左 | 副キャプテン                |
| 10     | 上田大誠   | 右 | 左 |                             |
| 31     | 松元風樹   | 右 | 左 |                             |
| 32     | 高本天也   | 右 | 左 | 2025年度新入団              |
| 37     | 殿田大和   | 右 | 右 | 7月6日までKDL・和歌山に派遣 |

### 外野手
| 背番号 | 選手名   | 投 | 打 | 備考           |
| ------ | -------- | -- | -- | -------------- |
| 3      | 大橋匠吾 | 右 | 右 | 2025年度新入団 |
| 24     | 吉田龍生 | 右 | 左 |                |
| 25     | 間野勇翔 | 右 | 左 | 2025年度新入団 |
| 38     | 野口元気 | 右 | 右 |                |
| 39     | 山崎嵩大 | 右 | 右 |                |
| 40     | 大坪梓恩 | 右 | 右 |                |
| 60     | 森路真   | 右 | 右 |                |

## 過去に在籍していた主な選手
（ ）内は在籍時の背番号。

### NPB入団選手
※年はNPB入団前の最終所属年度。当球団から直接入団した選手に限る。
- 2007年
  - 内村賢介 - 東北楽天ゴールデンイーグルス（育成ドラフト1位、2008年 - 2016年、2012年途中から横浜DeNAベイスターズ）
- 2012年
  - スティーブ・ハモンド（55） - オリックス・バファローズ（2013年）
- 2015年
  - ネルソン・ペレス（24） - 阪神タイガース（2015年途中 - 2016年）
  - 長谷川潤（20） - 読売ジャイアンツ（育成ドラフト8位、2016年 - 2017年）2019年石川復帰
- 2016年
  - アウディ・シリアコ（33）　- 横浜DeNAベイスターズ（2017年)
  - 三家和真 (25) - 千葉ロッテマリーンズ（2017年 - 2020年）※元・広島東洋カープ
  - 坂本一将（5）　- オリックス・バファローズ（育成ドラフト4位、2017年 - 2018年）
  - 大村孟（22）　- 東京ヤクルトスワローズ（育成ドラフト1位、2017年 - 2021年）
  - 安江嘉純（18）　- 千葉ロッテマリーンズ（育成ドラフト1位、2017年 - 2018年）
- 2017年
  - 寺岡寛治 (20) - 東北楽天ゴールデンイーグルス（ドラフト7位、2018年 - 2022年）
  - 寺田光輝 (14) - 横浜DeNAベイスターズ（ドラフト6位、2018年 - 2019年）
  - 沼田拓巳 (17) - 東京ヤクルトスワローズ（ドラフト8位、2018年 - 2019年）
- 2021年
  - 髙田竜星 (17) - 読売ジャイアンツ（育成ドラフト2位、2022年 - 2023年）
- 2022年
  - 野村和輝 (1) - 埼玉西武ライオンズ（育成ドラフト1位、2023年 - ）
- 2024年
  - 川﨑俊哲 (1) - 阪神タイガース（育成ドラフト4位、2025年 - ）

### 海外プロリーグ入団選手
※年は海外プロリーグ入団前の最終所属年度。当球団から直接入団した選手に限る。
- 2016年
  - ライアン・シール - Lamigoモンキーズ（2016年）、野球オーストラリア代表

### その他
- アリエル・ヘルナンデス（英語版） - 元・テキサス・レンジャーズ
- 荒谷勇己 - ベストナイン（2019年）
- アントニオ・サントス - 元・コロラド・ロッキーズ
- 石川文哉 - 地区最多セーブ（2021年）
- 植幸輔 - ベストナイン（2022年）
- 小野真悟 - 後に大分B-リングス、KAMIKAWA・士別サムライブレイズ監督
- 香水晴貴 - シーズンMVP（2024年）、最多勝利・最優秀防御率（以上2024年）、最多奪三振（2023年・2024年）
- 神谷塁 - 最多盗塁（2018年・2019年）
- 楠本大樹 - ベストナイン（2009年・2011年）※2009年は三塁手、2011年は二塁手
- クリス・カーター - 元・ニューヨーク・メッツ
- 喜多亮太 - 2018 WBSC U-23ワールドカップ 日本代表
- 後藤光尊 - 元・東北楽天ゴールデンイーグルス、監督兼任
- 迫留駿
- 佐藤広樹 - 最優秀防御率（2010年）
- 島袋涼平 - ベストナイン（2014年）
- 謝敷正吾 - ベストナイン（2011年・2012年）※2011年は一塁手、2012年は三塁手
- 高木海 - 最多打点（2023年）
- 多田野数人 - 投手コーチ兼任、元・北海道日本ハムファイターズ
- 寺前湧真 - 現・阪神タイガースブルペン捕手[3]
- 戸田衛 - 最多盗塁（2010年、当時はリーグのシーズン最多盗塁記録[注釈 2]）
- 富永裕也 -ベストナイン（2013年）
- ドン・ウェイ - 2013 ワールド・ベースボール・クラシック中国代表
- 仁藤敬太 - ベストナイン（2016年）
- 一二三慎太 - 元・阪神タイガース
- 深澤季生 - ベストナイン（2008年）、現・横浜DeNAベイスターズブルペン捕手
- 藤村捷人 - ベストナイン（2022年）
- フリオ・フランコ - 元・アトランタ・ブレーブス、監督兼任
- 蛇澤敦 - 最多勝利（2007年）、最多奪三振（2007年）、シーズンMVP（2007年）
- ホセ・デポーラ - 現・中信兄弟。中華職業棒球大聯盟2020、2021年シーズンMVP
- 本間満 - 元・福岡ソフトバンクホークス、最多打点（2010年）
- マービン・ベガ - 退団後、野球コロンビア代表（2013WBC予選）
- 松田翔太 - 元・広島東洋カープ
- 松山傑 - 元・横浜ベイスターズ
- 水野貴士
- 南和彰 - 元・読売ジャイアンツ、最多勝（2008年・2009年・2011年）、最多奪三振（2011年）、前期MVP（2009年）、後期MVP（2011年）、シーズンMVP（2011年）
- 宮澤和希 - 最多本塁打（2023年）、コーチ兼任の時期あり
- 森大輔 - 元・横浜ベイスターズ
- ヤコブ・スラデック - 野球チェコ代表
- 矢鋪翼 - 最多セーブ（2019年）
- 吉田えり - リーグ初の女性選手
- ライアン・シール - 最多奪三振（2015年）、登録名「シール」
- 鷲谷修也
- 王鴻程 - 台湾の社会人チームを経て、中信兄弟にドラフト6位で入団（2017年 - ）

## 歴代監督
- 金森栄治（2） （2007年 - 2009年）
- 森慎二（34） （2010年 - 2014年）
- フリオ・フランコ（14） （2015年、選手兼任）
- 渡辺正人 (2) （2016年 - 2017年）
- 武田勝 (38) （2018年 - 2019年）
- 田口竜二 (28) （2020年 - 2021年）
- 後藤光尊 (94) （2022年 - 2023年、選手兼任）